# Ґрохольський Володимир Мечиславович
Граф Влодзімір Йозеф Мауріці Мечиславович Ґрохольський (пол. Włodzimierz Józef Maurycy Grocholski ; 1 вересня 1857, Гриців, нині в Шепетівському районі, Хмельницької області, — 3 липня 1914, Франкфурт-на-Майні ) — польський поміщик, член Державної думи Російської імперії I скликання від Волинської губернії .

## Біографія
Польський дворянин із старовинного аристократичного роду. Батько — Мечислав Ґрохольський (1817-1891), мати — Стефанія Ґрохольська (уроджена Ґіжицька герба Гоздава(1817-1891)). За одними відомостями випускник Кам'янець-Подільської гімназій , за іншими в 1876 закінчив гімназію в Кальксбурзі під Віднем, а потім в 1878 для отримання російського атестата закінчив гімназію в Мітаві. Після чого вступив до Дерптського університету на юридичний факультет, потім перейшов на той самий факультет Київського університету, який закінчив. Ґрохольський володів землями в Ізяславському повіті Волинської губернії. Повернувшись у свій маєток у Грицеві, він увійшов до "Київського Сільськогосподарського Товариства" спочатку як член управління, а з 1905 року як його віце-голова.

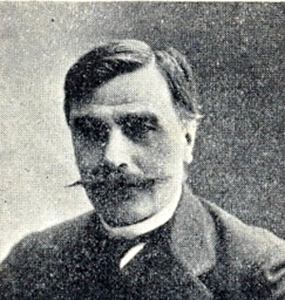
Граф Влодзімір Йозеф Мауріці Мечиславович Ґрохольський

У 1903 році разом з іншими польськими землевласниками він заснував конспіративну організацію, яка так і мала назву «Zrzeszenie» ("Об'єднання, рганізація"), її метою був захист культурних та матеріальних інтересів поляків в Україні. У 1907 році зробив невдалу спробу легалізувати "Zrzeszenie".
1905 року отримав дозвіл на видання «Dzennika Kijowskiego» («Київського щоденника»). На підготовку першого номера газети пішло півроку. Необхідно було майже все привезти з Царства Польського, починаючи від шрифтів і закінчуючи самими наборщиками. У грудні 1905 року було організовано редакційний Комітет, який очолив Ґрохольський. Перший номер «Київського Щоденника» вийшов 1 лютого 1906 року.
15 квітня 1906 р. обраний до Державної думи Російської імперії I скликання від загального складу вибірників Волинського губернського виборчого збору. Автономіст, перебував у групі Західних околиць. У роботі думських комісій та в парламентських дебатах не брав участі.

## У спогадах сучасників
А.Ф.Коні згадував про зустріч з Ґорохольським у другій половині липня 1906 року, незабаром після розгону Думи у лідера "Партії мирного оновлення" Ґейдена:
До нього увійшов колишній депутат Думи граф Ґрохольський, гарний атлетичний поляк, який чудово розмовляє російською і, очевидно, добре освічений. За його словами, настрій у Західному краї та Польщі вкрай піднесений. Польська інтелігенція Західного краю, яка побачила, що від Думи чекати нічого, оскільки це було зборами напівдиких божевільних, розпущення яких було нагальною необхідністю, покладає всі сподівання уряд і те, що він піде ліберальним шляхом, спираючись виключно закони і скасувавши все без винятки циркуляри. У Варшаві необхідно передати управління до рук місцевих поляків, змінивши генерал-губернатора та керуючого його канцелярією Ячевського. Ці виборні не були б змушені, як нині кращі представники польського суспільства, вести війну на два фронти: як націоналісти проти російського уряду і як розсудливі люди проти соціалістів, які прагнуть вкинути Польщу в громадянську війну. Вони швидко впоралися б з останнім рухом, змусивши одразу населення відчути над собою владу, тоді як тепер російський уряд остаточно її випустив з рук. <…> Що стосується єврейського питання, то гр. Ґрохольський, очевидно, далеко відходячи від програми оновленців, доводив нам, що повна емансипація євреїв бажана звільнення від них. "Зніміть,— говорив він, — усі обмеження з євреїв, і через п'ять років їх більше не буде: їх усіх виріжуть. <…>". Отже, заважаючи ненависть до російського уряду з кровожерливими жартами стосовно євреїв, гр. Ґрохольський продовжував жартувати і заяву гр. Гейдена про те, що оновлені, будучи противниками автономії Польщі, готові, однак, дати їй повну свободу від Росії..

## Родина
- Сестра — Софія (1846-1922) одружена з Вінцентом Шеміотом (Wincenty Szemiot h. Łabędź (1839-1918)[4].
- Сестра — Міхаліна (1850-1868) одружена з Міхалом Орловським (Michał Orłowski, 1819-1883)[4].
- Сестра — Ядвіга (1850-1874)[4].
- Сестра — Марія (1850-1880)[4].
- Брат — Стефан (1850-?), одружений з Ольгою Швейківською (1850—?)[5].